# Calochortus weedii
Calochortus weedii är en liljeväxtart som beskrevs av Alphonso Wood. Calochortus weedii ingår i släktet Calochortus och familjen liljeväxter.

## Underarter
Arten delas in i följande underarter:
- C. w. intermedius
- C. w. peninsularis
- C. w. weedii

## Bildgalleri

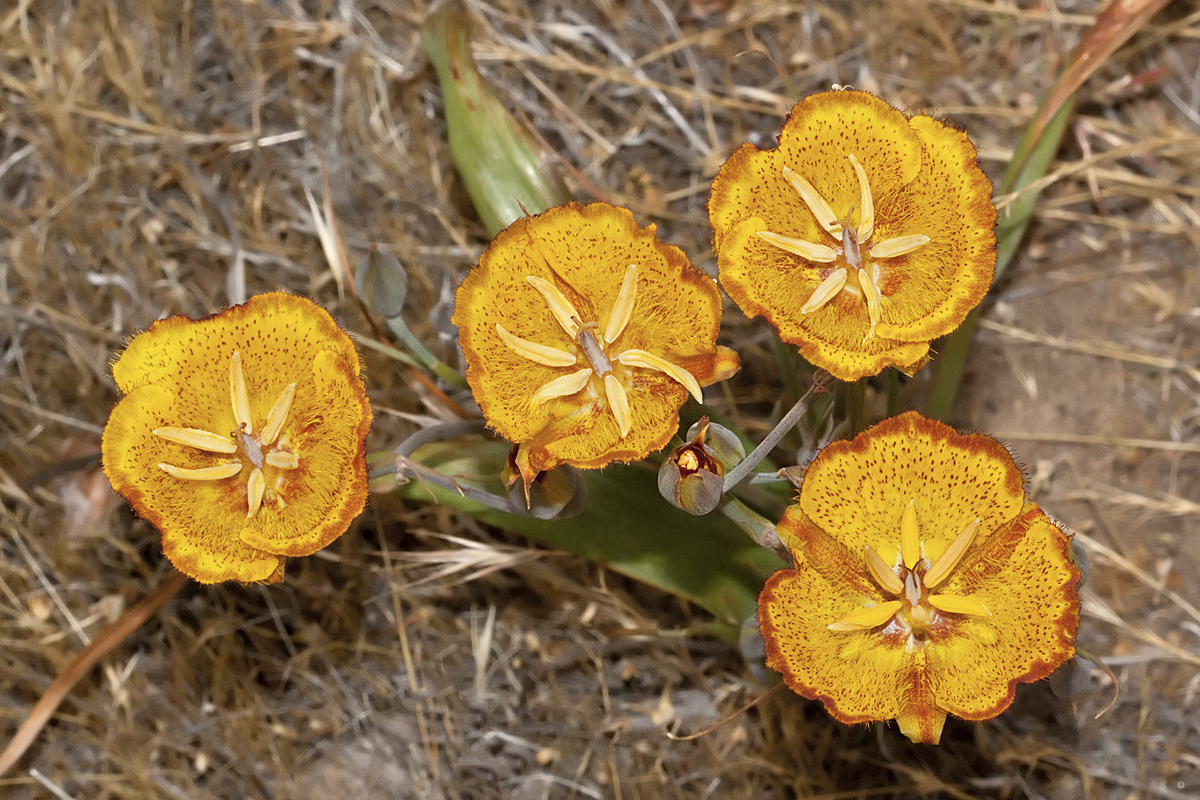
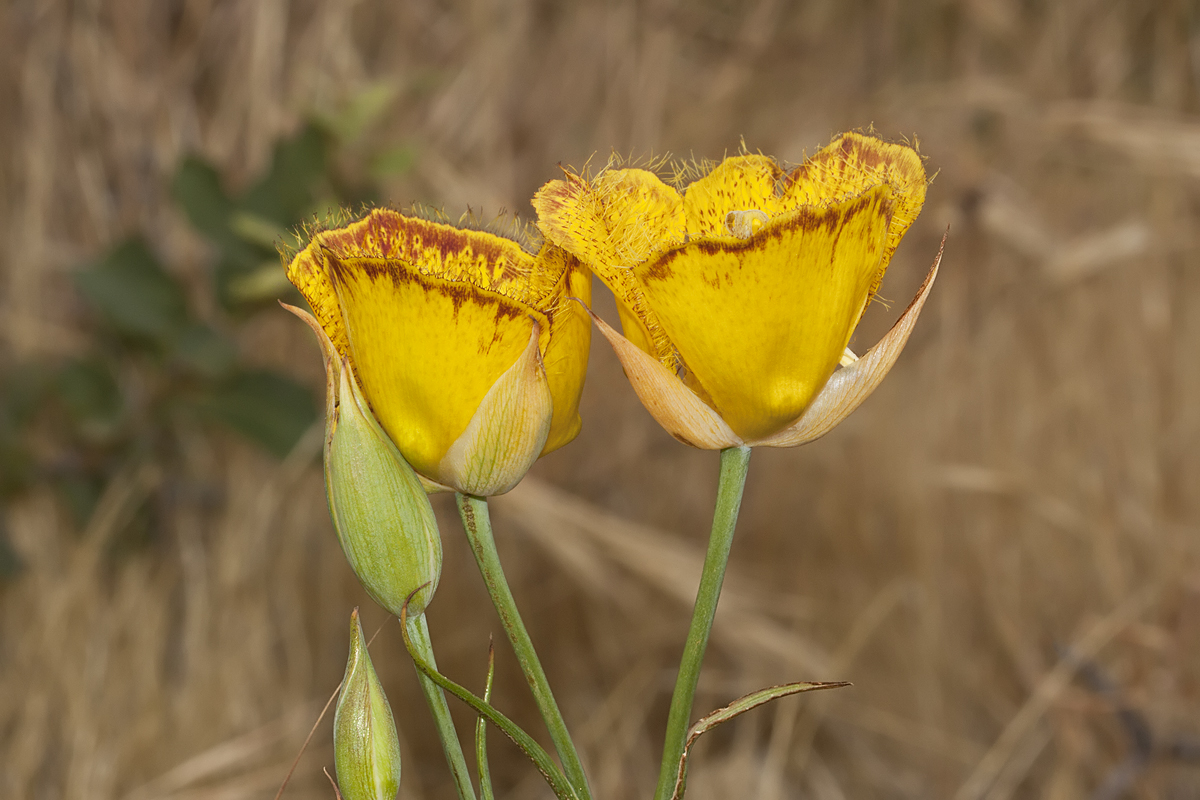
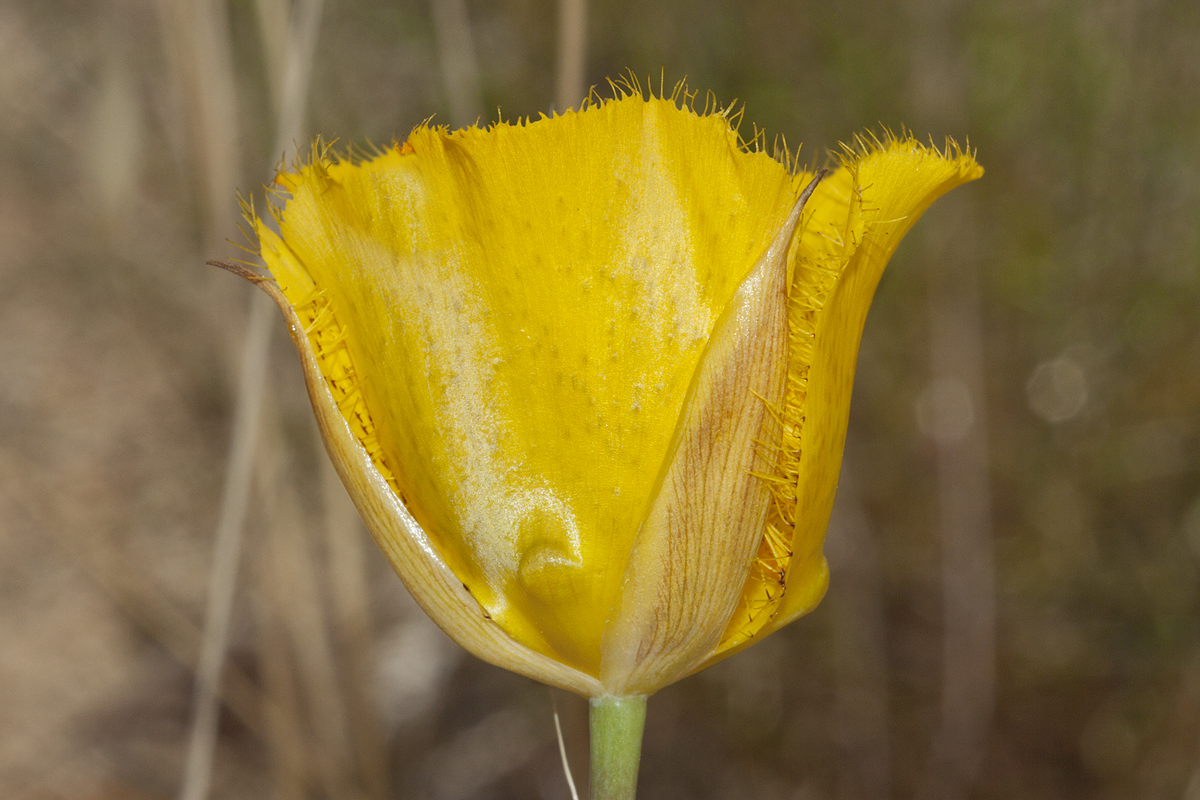
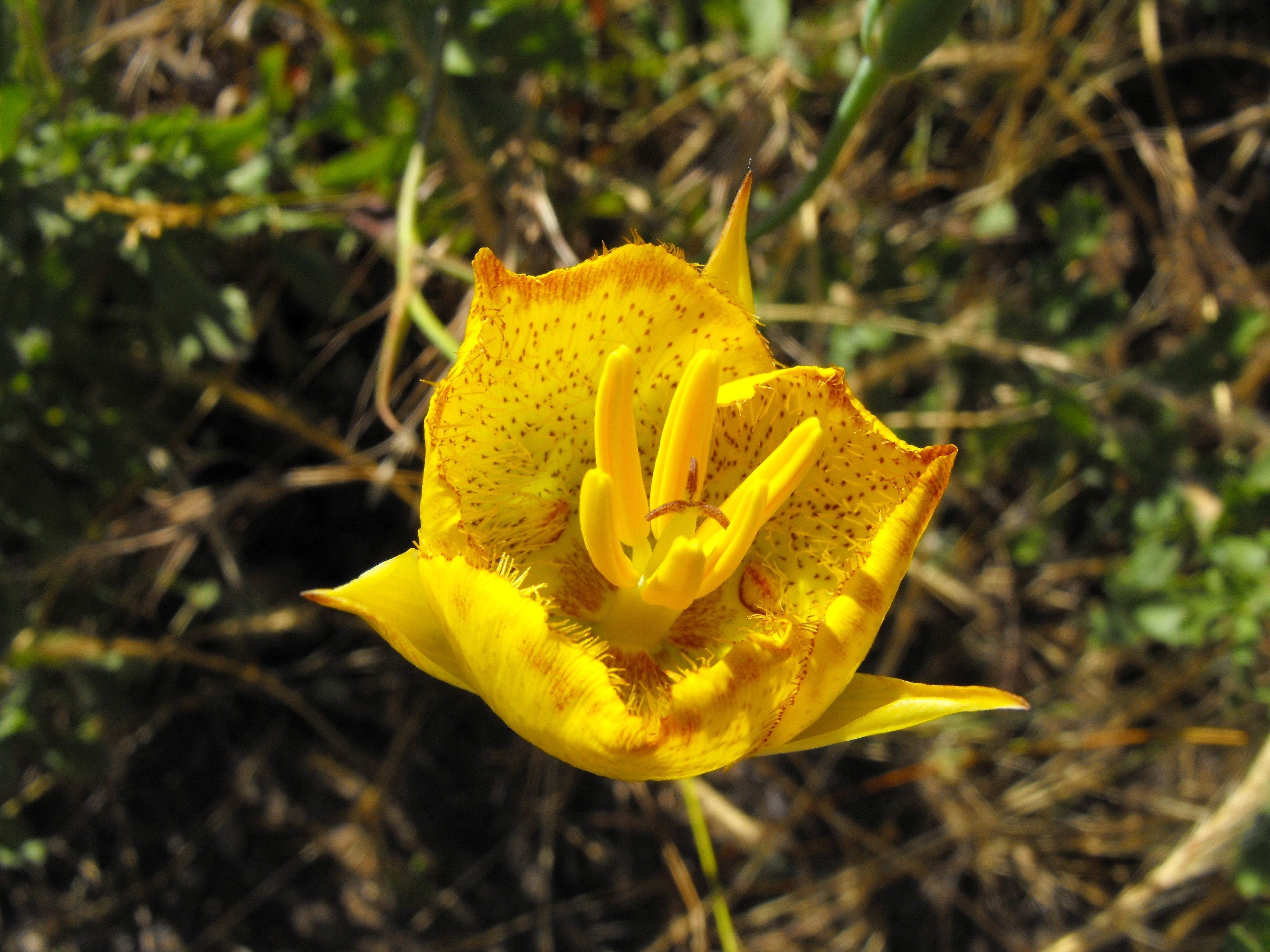
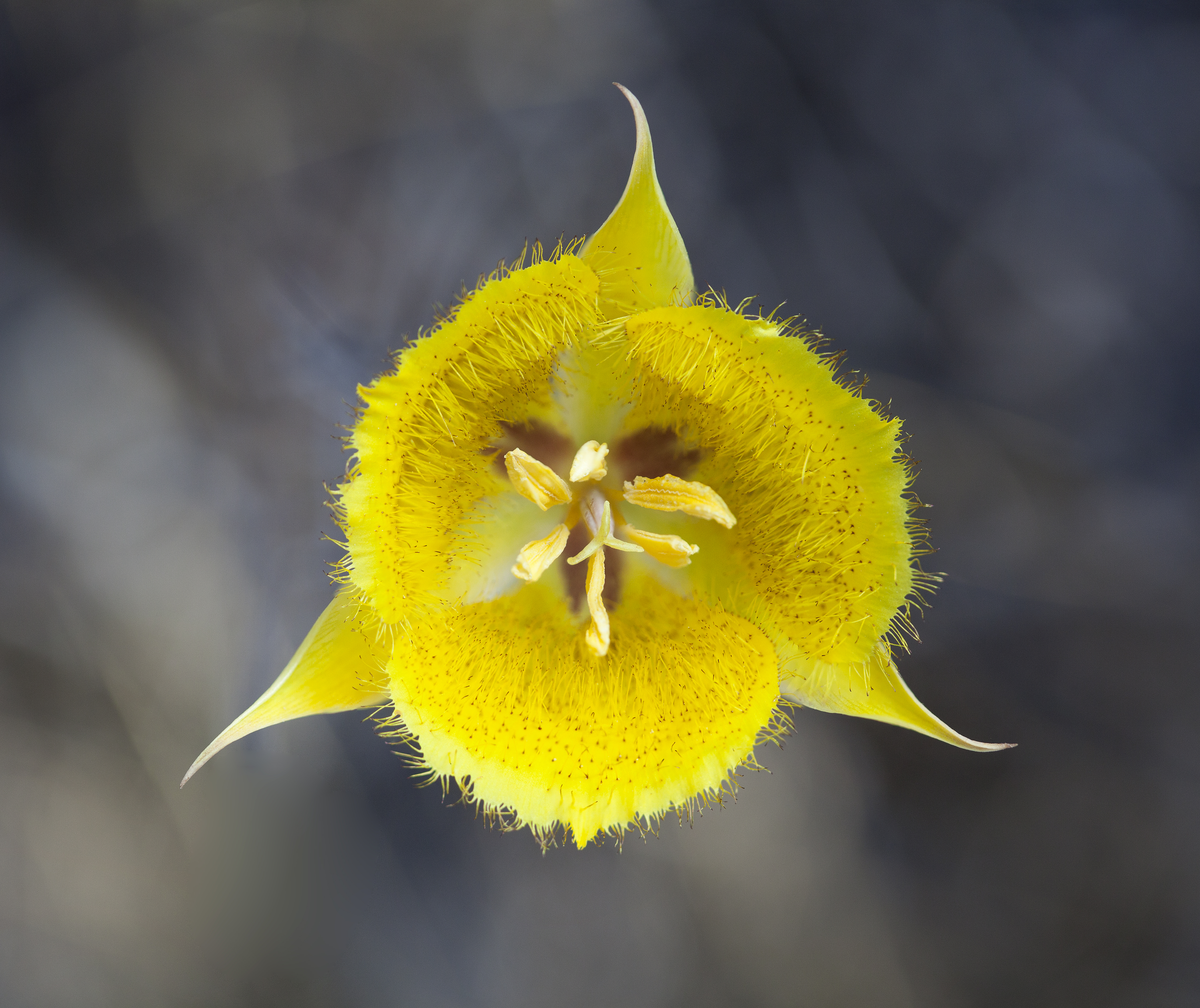
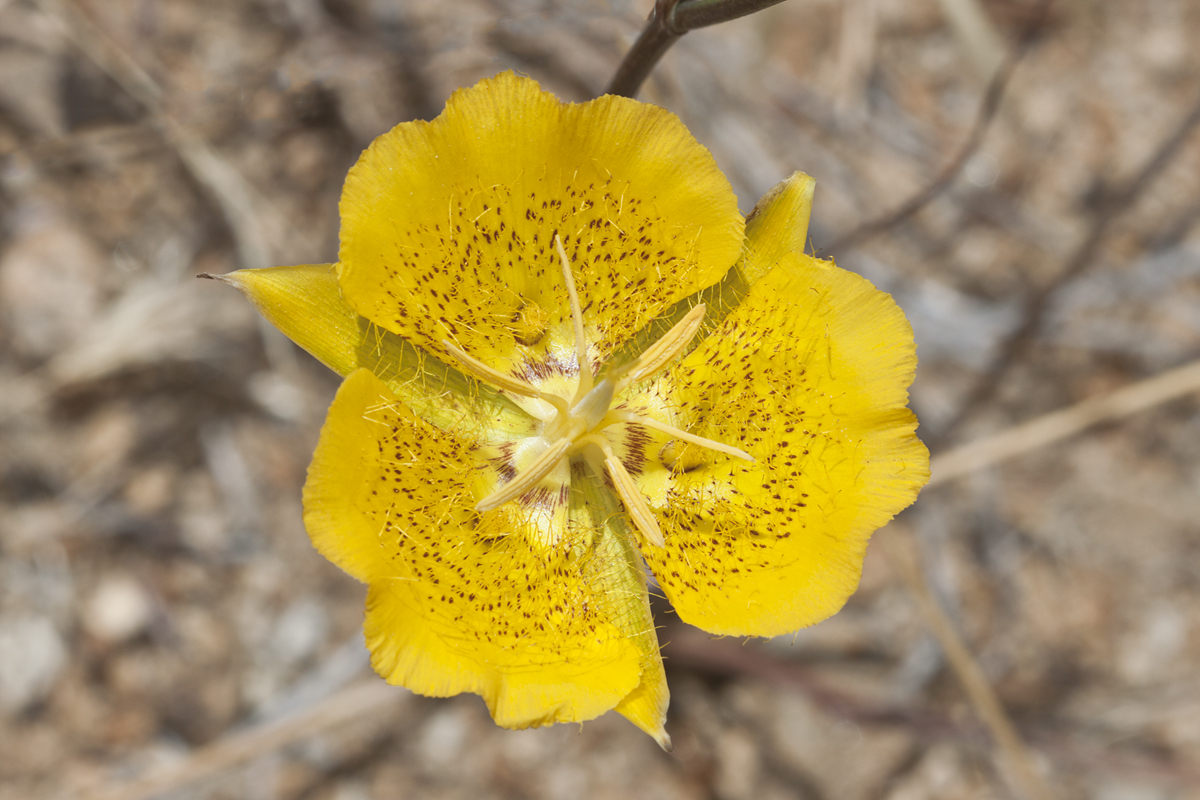